# 褐叶柄果木
褐叶柄果木（学名：Mischocarpus pentapetalus）为无患子科柄果木属下的一个种。

## 扩展阅读
- 維基物種上的相關：褐叶柄果木